# Pro Display XDR
El Pro Display XDR es un monitor de computadora de panel plano de 32 pulgadas creado por Apple, basado en una pantalla suministrada por LG, que se lanzó el 10 de diciembre de 2019. Se anunció en la Conferencia Mundial de Desarrolladores de Apple el 3 de junio de 2019, junto con el Mac Pro 2019. Es la primera pantalla de la marca Apple desde que se discontinuó el Apple Thunderbolt Display en 2016.  "XDR" significa "Rango dinámico extremo". Desde 2022, ha sido una de las dos pantallas vendidas por Apple, junto con el Apple Studio Display para el consumidor.

## Descripción general

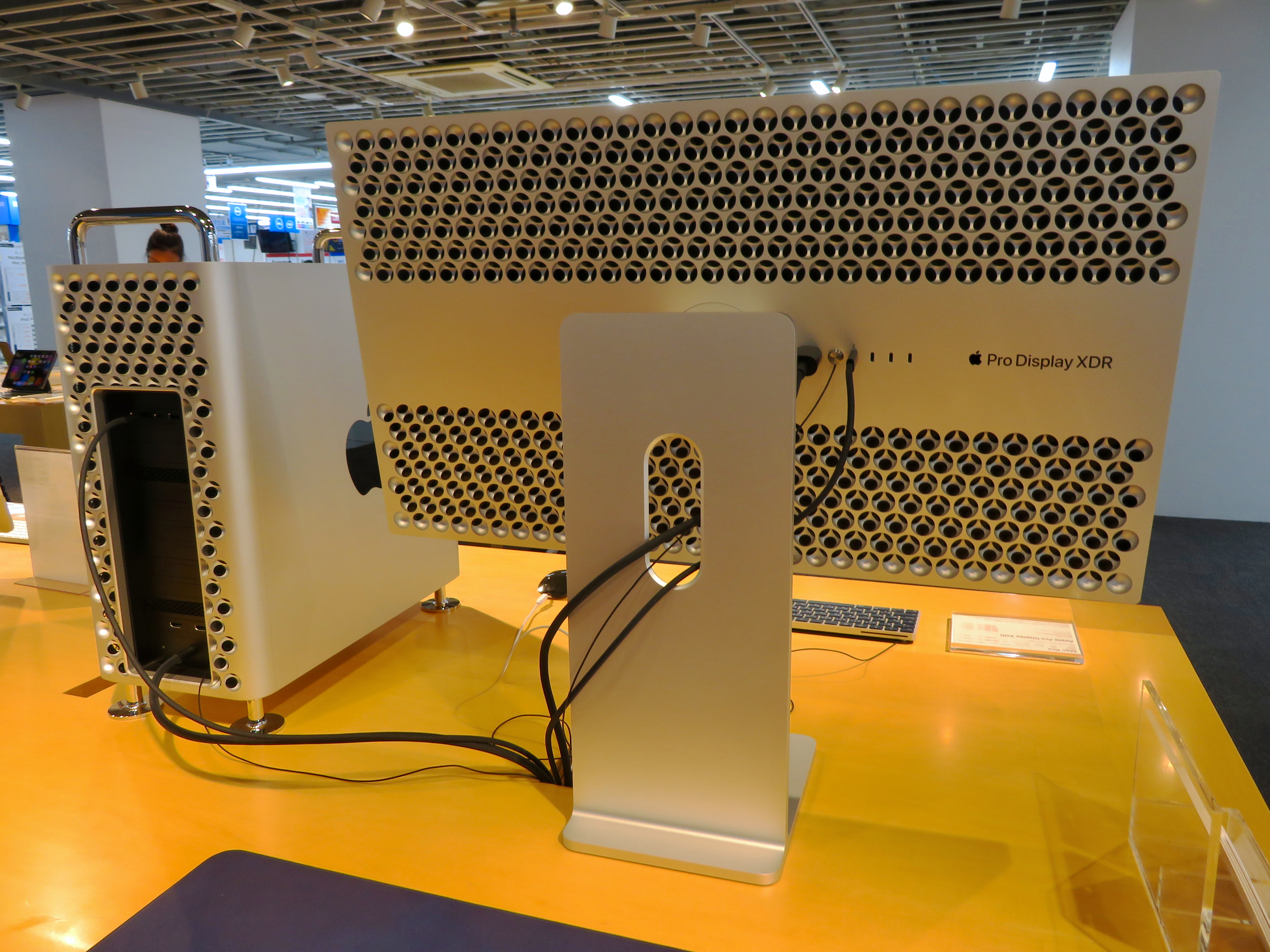
La parte posterior del Pro Display XDR, conectada a la alimentación y al Mac Pro a través de Thunderbolt 3 (USB-C)

La Pro Display XDR cuenta con un panel calibrado a color 6K  de 6016×3384, y su cubierta trasera presenta un patrón reticular similar al del Mac Pro de tercera generación. Para mejorar su relación de contraste y las capacidades HDR, utiliza ledes azules para la retroiluminación en lugar de blancos, con una frecuencia de actualización más alta que la propia pantalla, e incorpora un sistema de lentes y reflectores personalizados. El reticulado mencionado funciona como disipador térmico. Apple afirmó que este diseño proporciona a la pantalla la gestión térmica suficiente para funcionar indefinidamente con 1000 nits de brillo en toda la pantalla y hasta 1600 nits en un entorno con una temperatura inferior a 25 °C. La pantalla está disponible con un acabado de vidrio nanotexturizado grabado con láser opcional para reducir el reflejo. La versión nanotexturizada requiere un paño de pulido seco personalizado, incluido con la pantalla y vendido por Apple, para limpiarla.

Adaptador de montaje VESA para la pantalla

Las opciones de montaje se pueden adquirir por separado como accesorio, ya sea el "Adaptador  de Montaje VESA" o el "Soporte Pro". Ambos utilizan un sistema magnético patentado para fijar la pantalla. El Soporte Pro permite ajustar la altura y la rotación, e incluye un interruptor de bloqueo que libera la rotación cuando la pantalla tiene suficiente espacio para girar 90 grados. El Adaptador de Montaje VESA permite usar un soporte con montaje VESA. Los sensores de la pantalla giran automáticamente la interfaz de usuario a modo vertical. Apple se asoció con Logitech para crear una cámara web 4K que se fija magnéticamente a la parte superior de la pantalla.

## Compatibilidad
La pantalla Pro Display XDR funciona a resolución completa en alto rango dinámico con los modelos iPad Air (quinta generación y posteriores) y iPad Pro (quinta generación y posteriores) con un chip de  la serie M y las siguientes Mac con macOS Catalina 10.15.2 o posterior:
- iMac (2019 o más reciente)
- MacBook Air (2020 o más reciente)
- Mac Mini (2020 o más reciente)
- MacBook Pro de 13 pulgadas (2020 o más reciente, excepto el modelo de mayo de 2020 con dos puertos Thunderbolt 3)
- MacBook Pro de 14 pulgadas (2021 o posterior, todos los modelos)
- MacBook Pro de 15 pulgadas (2018 o más reciente)
- MacBook Pro de 16 pulgadas (2019 o posterior, todos los modelos)
- Mac Pro (2019 o más reciente)
- Mac Studio (2022 o posterior, todos los modelos) [13]
- Macs basados en Intel con Thunderbolt 3 emparejados con una eGPU o eGPU Pro Blackmagic o una Sonnet eGFX Breakaway Puck Radeon RX 5500 XT o 5700

Las Mac y los iPads con DisplayPort pueden enviar señales a través de él, incluidas las Mac equipadas con Thunderbolt 2 que usan un adaptador, pero están limitadas a resoluciones más bajas y un rango dinámico estándar. Los sistemas basados en Windows y Linux que admiten DisplayPort pueden enviar señales a través de él, pero carecen de capacidades de configuración como el control de brillo.
Proporciona hasta 96 W de carga del host para MacBooks. Los puertos USB-C traseros requieren una Mac con una GPU interna compatible con Display Stream Compression (MacBook Pro de 16 pulgadas de 2019, Mac Pro de 2019 con W5700X, W6600X, W6800X, W6900X o W6800X Duo, iMac de 27 pulgadas de 2020 y Macs con silicio de Apple ) para funcionar a una velocidad de 3.0, de lo contrario, funcionarán a una velocidad de 2.0.

## Recepción
Poco después del anuncio, el soporte fue objeto de críticas y burlas por venderse como un producto independiente, con un precio percibido como excesivo para su función: 999 dólares. Gizmodo señaló: «El precio del Pro Stand de Apple es tan alto que el público de la WWDC 2019 dejó escapar un grito ahogado al anunciarse su precio, y eso en una sala llena de periodistas, empleados y desarrolladores de Apple, y otros seguidores de Apple que ya deberían estar a salvo de la sorpresa del precio». The Verge, en broma, calificó al Pro Stand como «el adaptador más caro de la historia».

## Especificaciones técnicas
| Modelo                          | Pantalla Pro XDR |
| ------------------------------- | --- |
| Componente                      | Pantalla LCD retroiluminada por led de 576 pulgadas |
| Fecha(s) de lanzamiento         | 10 de diciembre de 2019 |
| Número(s) de modelo             | A1999 |
| Mostrar                         | 31.6 pulgadas, LCD de matriz activa TFT IPS, pantalla cubierta de vidrio brillante o vidrio con nanotextura, resolución de 6K (6016 × 3384), retroiluminación con atenuación local de matriz completa led de 576 zonas. |
| Mostrar                         | Relación de aspecto 16:9 (pantalla ancha) |
| Densidad de píxeles             | 218 ppp |
| Tiempo de respuesta             | 5 ms |
| Frecuencia de actualización     | 47,95 Hz (48000/1001), 48,00 Hz, 50.00 Hz, 59,94 Hz (60000/1001), 60,00 Hz |
| Bandera                         | Gama cromática amplia P3, profundidad de 10 bits para 1.073 millones de colores (panel de 10 bits real) |
| Relación de contraste           | 1.000.000:1 |
| Brillo                          | 1000 nits sostenidos (pantalla completa), 1600 nits pico |
| Ángulo de visión                | 178° horizontales; 178° verticales |
| Entrada de potencia             | 100-240 V CA a 50–60 Hz |
| Material                        | Marco de aluminio y frente de cristal. |
| Cables y periféricos conexiones | Cables - cable de alimentación de CA Conexiones periféricas - 3 puertos USB-C con alimentación para dispositivos periféricos (USB 3.2 Gen 1 para Mac con una GPU compatible con Display Stream Compression; de lo contrario, USB 2.0) - 1 puerto Thunderbolt 3 (USB-C) de 96 W compatible con DisplayPort 1.4 con compresión de flujo de pantalla (DSC) y corrección de errores de avance (FEC) |
| Montaje                         | - Soporte profesional - Adaptador de montaje VESA |
| Dimensiones                     | 16.2 en × 28.3 en × 1.1 en (41.2 cm × 71,8 cm × 2,7 cm) (pantalla) 25.7 en (65.3 cm) – 21 en (53.3 cm) (rango de altura en modo horizontal) 31.7 en (80.6 cm) (altura en modo vertical) |
| Peso                            | 16.49 libra (7.48 kg) (sin soporte) 26 libra (11.8 kg) (con soporte) |